# Black Labyrinth
Black Labyrinth è il primo album in studio del cantante statunitense Jonathan Davis, pubblicato il 25 maggio 2018 dalla Sumerian Records.

## Tracce
1. Underneath My Skin – 3:46
2. Final Days – 4:36
3. Everyone – 2:52
4. Happiness – 2:57
5. Your God – 2:49
6. Walk on By – 3:40
7. The Secret – 3:31 (Jonathan Davis, Miles Mosley, Lauren Christy)
8. Basic Needs – 6:14 (Jonathan Davis, Lauren Christy, Gary Clark)
9. Medicate – 3:57 (Jonathan Davis, Zac Baird)
10. Please Tell Me – 4:27
11. What You Believe – 4:05
12. Gender – 3:26 (Jonathan Davis, Lauren Christy)
13. What It Is – 3:54 (Jonathan Davis, Lauren Christy, Gary Clark)

## Formazione
Musicisti
- Jonathan Davis – voce, chitarra (tracce 1-4, 6-12), tastiera (tracce 1-3, 5-8, 10-11), programmazione (tracce 11 e 12), violino (traccia 11), sitar (traccia 12)
- Zac Baird – tastiera aggiuntiva (tracce 1-3, 7, 8 e 10), programmazione (tracce 4 e 9), tastiera (tracce 9 e 13)
- Ray Luzier – batteria (tracce 1, 3-8, 10 e 13)
- Wes Borland – chitarra aggiuntiva (tracce 2, 8 e 10), chitarra (tracce 5 e 13)
- Miles Mosley – basso (tracce 2-8, 10, 12), tastiera aggiuntiva (traccia 7)
- Mike Dillon – percussioni (tracce 2), tabla (tracce 8 e 12)
- J̌ivan Gasparyan – duduk (traccia 2)
- Shenkar – violino e voce aggiuntiva (tracce 2, 8 e 13)
- Byron Katie – campionatore (traccia 11)

Produzione
- Jonathan Davis – produzione
- Jim "Bud" Monti – registrazione
- Tiago Nunez – produzione aggiuntiva
- Josh Wilbur – missaggio
- Kyle McAulay – assistenza al missaggio
- Vlado Meller – mastering

## Classifiche
| Classifica (2018)          | Posizione massima |
| -------------------------- | ----------------- |
| Austria                    | 22                |
| Belgio (Fiandre)           | 133               |
| Belgio (Vallonia)          | 49                |
| Francia                    | 120               |
| Germania                   | 25                |
| Regno Unito                | 100               |
| Regno Unito (rock & metal) | 2                 |
| Stati Uniti                | 67                |
| Stati Uniti (alternative)  | 5                 |
| Stati Uniti (hard rock)    | 3                 |
| Stati Uniti (independent)  | 3                 |
| Stati Uniti (rock)         | 7                 |
| Stati Uniti (tastemaker)   | 4                 |
| Svizzera                   | 15                |